# Йохан IV фон Хунолщайн
Йохан IV фон Хунолщайн (на немски: Johann IV Vogt von Hunolstein; * 1532; † ок. ноември 1579) е фогт и господар на замък Хунолщайн в Морбах в Хунсрюк (Рейнланд-Пфалц) от младата линия на рода.
Той е син на фогт Адам III фон Хунолщайн († 1540) и съпругата му Мария Хилхен фон Лорх († 1561/1565), дъщеря на рицар и императорски фелдмаршал Йохан Хилхен фон Лорх (1484 – 1548) и Доротея фон Рюдесхайм († 1512).
Внук е на фогт Йохан III фон Хунолщайн († 1516) и Агнес фон Пирмонт († 1490). Сестра му Барбара фон Хунолщайн (1536 – 1598) е омъжена за Георг Вилхелм фон Зикинген (1537 – 1579/1581).
Йохан IV фон Хунолщайн умира ок. ноември 1579 г. на 47 години. Внук му Йохан Вилхелм фон Хунолщайн (1599 – 1664) е издигнат на фрайхер.

## Фамилия
Йохан IV фон Хунолщайн се жени на 2 юли 1556 г. за Елизабет фон Хаген-Мотен (* 1540; † 27 декември 1602), дъщеря на Каспар фон Хаген-Бушфелд († 1561) и Мария Барбара фон Щайнкаленфелс († сл. 1552). Те имат девет деца:
- Мария фон Хунолщайн (* ок. 1557/1558), омъжена на 3 юли/3 септември 1576 г. за Филип Якоб фон Флерсхайм († 1612)
- Маргарета фон Хунолщайн (* ок. 1558/1559; † ок. 1615), омъжена I. 1576 г. за Марсилиус фон Райфенберг († сл. 1589), II. на 15 юни 1596 г. за Филип фон Партенхайм
- Йохан Швайкард фон Хунолщайн († 1626), фогт на Хунолщайн, Цюш и Мерксхайм, женен на 19 февруари 1583 г. за Барбара фон Варсберг († 1635), дъщеря на фрайхер Йохан фон Варсберг, бургграф на Райнек (1534 – 1604) и Урсула фон Шварценберг († 1591); имат 12 деца
- Вилхелм фон Хунолщайн (* 1567/1568; † 13 ноември 1607), женен на 1 септември 1589 г. за Анна Мария фон Ландсберг († 1636); имат 12 деца; син му Йохан Вилхелм фон Хунолщайн (1599 – 1664) е издигнат на фрайхер
- Антония Елизабет фон Хунолщайн († сл. 15 януари 1618), омъжена на 23 февруари 1596 г. за Йохан Фридрих фон Волфскеел († 15 април 1609, Лорх)
- Кристина Елизабет фон Хунолщайн († 19 декември 1602), омъжена на	9 април 1583 г. за Йохан Хайнрих Шенк фон Шмидбург (* 1556; † 22 юли 1613)
- Анна Елизабет фон Хунолщайн († 1618), омъжена на 3 юни 1590 г. за Еберхард фон Динхайм († 1612)
- Йохан Адам фон Хунолщайн († пр. 2 март 1636), фогт, женен на 10 октомври 1603 г. за Барбара Фелицитас Екбрехт фон Дюркхайм († сл. 1631), дъщеря на Куно Екбрехт фон Дюркхайм-Шьонек-Винщайн (ок. 1556 – пр. 1629) и Анна Ландшад фон Щайнах (1558 – 1596); имат седем деца
- Елизабет фон Хунолщайн, омъжена I. ок. 1601/1602 г. за фон Щокхайм, II. 1589 г. за Кристоф фон Копенщайн